# Stazione di Bratislava-Nové Mesto

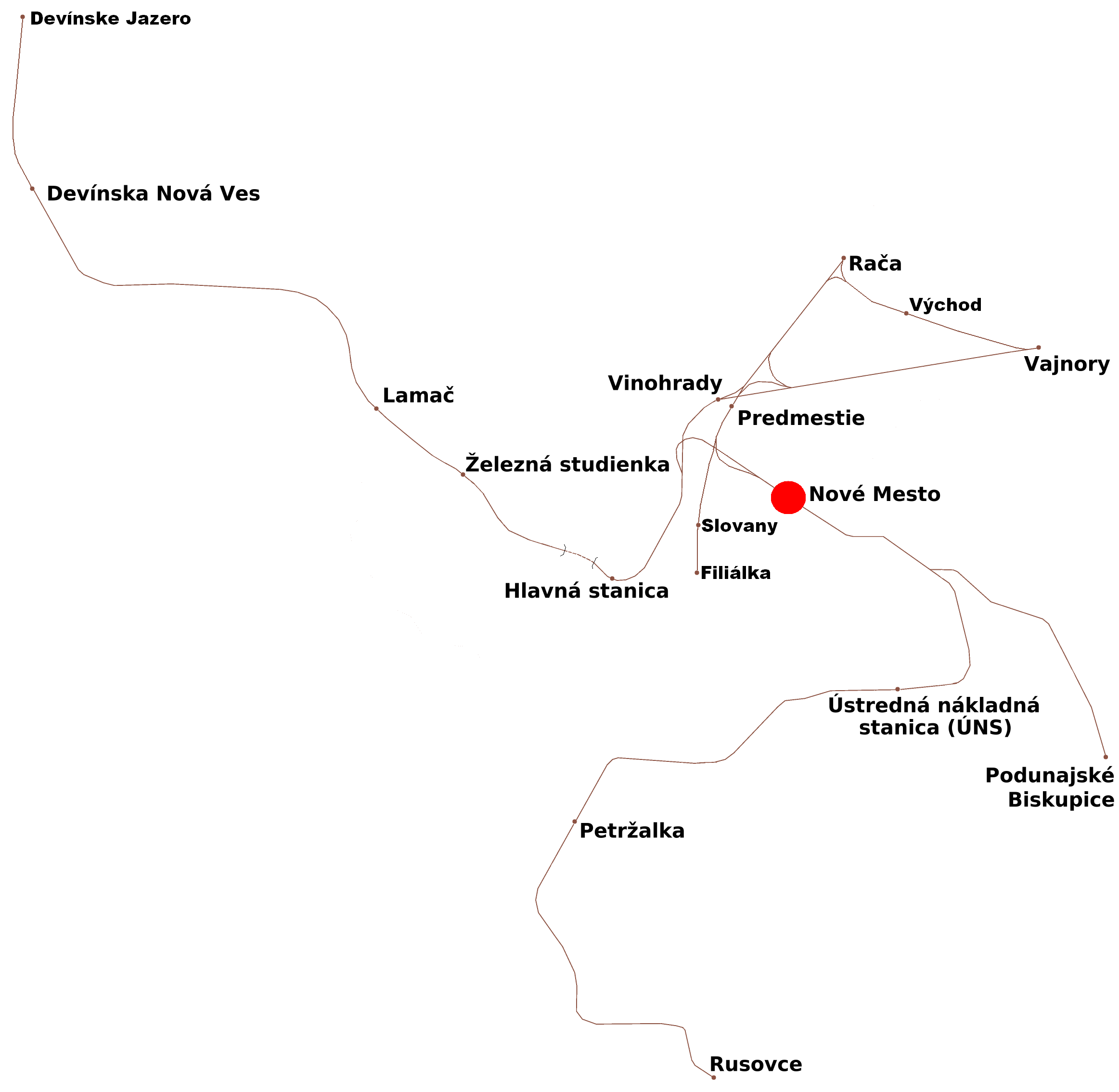
La posizione della stazione ferroviaria a Bratislava

La stazione di Bratislava-Nové Mesto (slovacco železničná stanica Bratislava-Nové Mesto) è la stazione ferroviaria di Bratislava. La stazione dispone di un proprio parcheggio e ci sono fermate di trasporto pubblico nelle vicinanze.
Dopo l'apertura del valico di frontiera stazione di Bratislava-Petržalka – Kittsee, il numero di treni merci in transito tra stazione di Bratislava-Východ e Vienna. Talvolta i problemi sono causati dalla mancanza del secondo binario per la stazione centrale, mentre la direzione di Železničná spoločnosť Slovensko invia sempre più treni alla stazione centrale, sebbene la capacità sia già insufficiente e ignori più o meno la capacità inutilizzata dei binari delle stazioni di Bratislava-Nové Mesto e Bratislava-Petržalka.

## Storia
È in funzione dal 1962, mentre la linea tra via Odborárska, il cimitero e stazione di Bratislava-Predmestie esiste dal 1954.
Nel periodo 2001 – 2007 ha avuto luogo la ricostruzione della stazione, che comprendeva la pulizia della facciata dell'edificio della stazione, l'installazione di un sistema informativo elettronico, la ricostruzione dei binari e la biglietteria. Nel estate 2006 è stato installato anche uno sportello automatico (ATM) per il prelievo di contante.
Nel 2018, la stazione ha acquisito importanza grazie ai nuovi treni regionali introdotti per alleviare il traffico automobilistico sulla Ponte del porto a Bratislava.